# Distrikt María

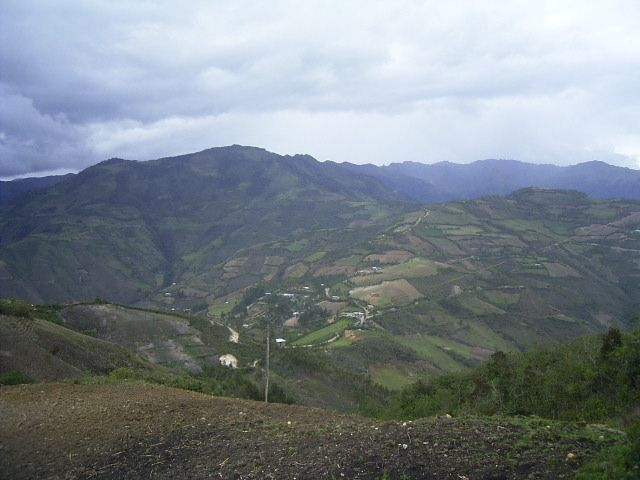
Quizango

Der Distrikt María ist einer der 23 peruanischen Distrikte, welche die Provinz Luya in der Region Amazonas bilden. Die Einwohnerzahl betrug beim Zensus 2017 744.

## Geographische Lage
Im Norden grenzt der Distrikt María an den Distrikt Tingo und den Distrikt Longuita, im Osten an den Distrikt San Juan de Lopecancha, im Südwesten an den Distrikt Cocabamba, im Südosten an den Distrikt Santo Tomás und im Westen an den Distrikt Pisuquía.